# Semafor (kommunikation)

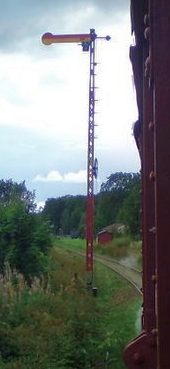
Infartssignal visande "stopp" till Sankt Olofs station i form av en semafor.

En semafor är ett optiskt signalmedel, som är avsett att synas på långt håll i dagsljus. 

## Typer av semaforer

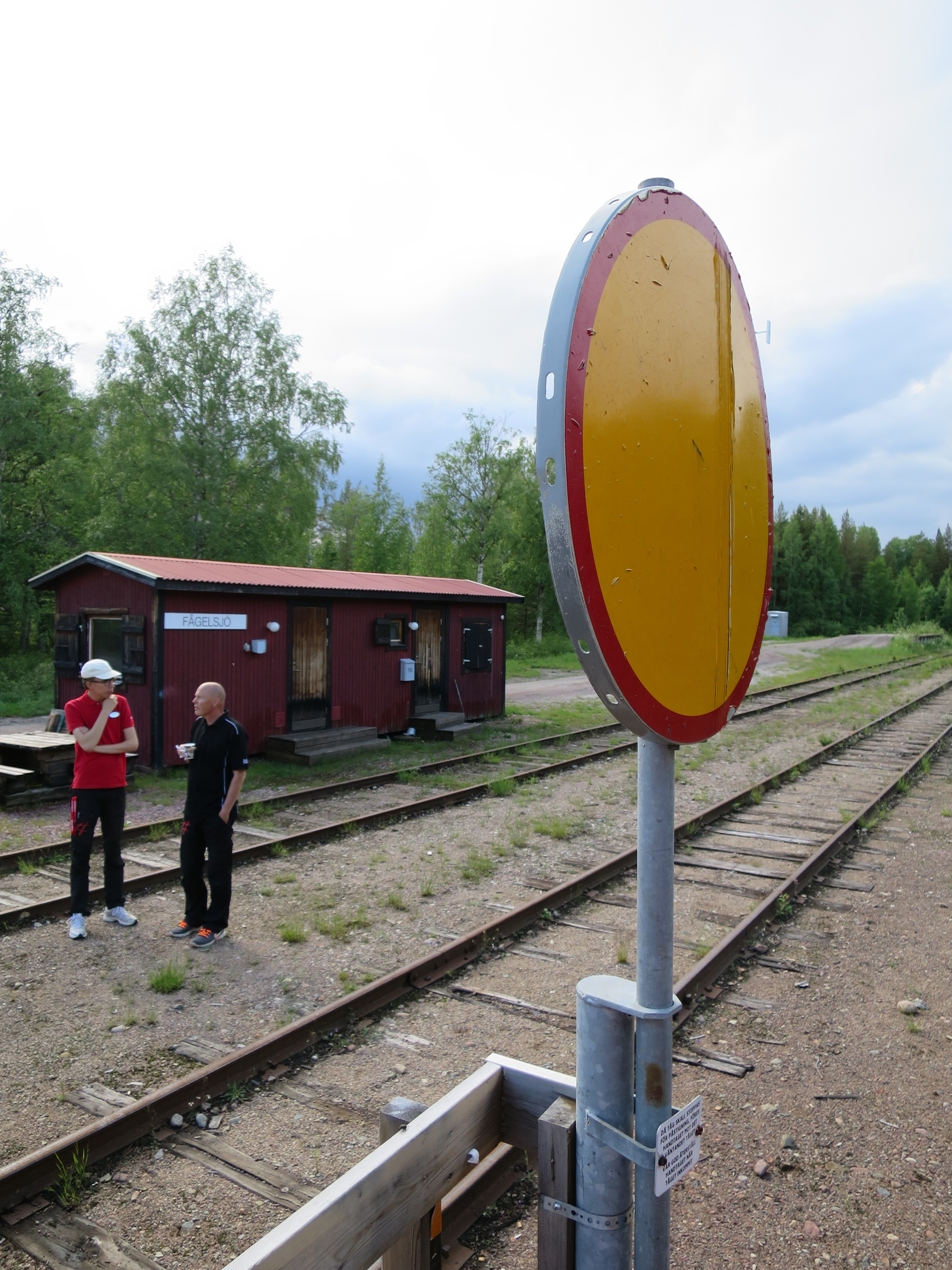
Plåtstins

Semaforer användes tidigare som huvudsignaler på järnvägar, och hade då en eller flera vingar varmed till exempel "stopp", "kör" eller "kör varsamt" kunde visas. I dagens Sverige finns semaforer endast kvar på Inlandsbanan och på museijärnvägar, men i till exempel Tyskland är de fortfarande vanliga.
På ångbåtsbryggor (som numera oftast trafikeras av dieseldrivna fartyg) och på rälsbuss- och vissa busshållplatser på landsbygden finns ofta ett slags semafor, en påstigningssignal, för att passagerare skall kunna visa att de önskar stiga på båten, bussen eller rälsbussen. Den som vill åka fäller ut semaforen, vilken visar att det finns passagerare som vill åka, i annat fall behöver föraren inte stanna vid hållplatsen. Denna anordning kallas ofta plåtstins.

### Optisk telegraf

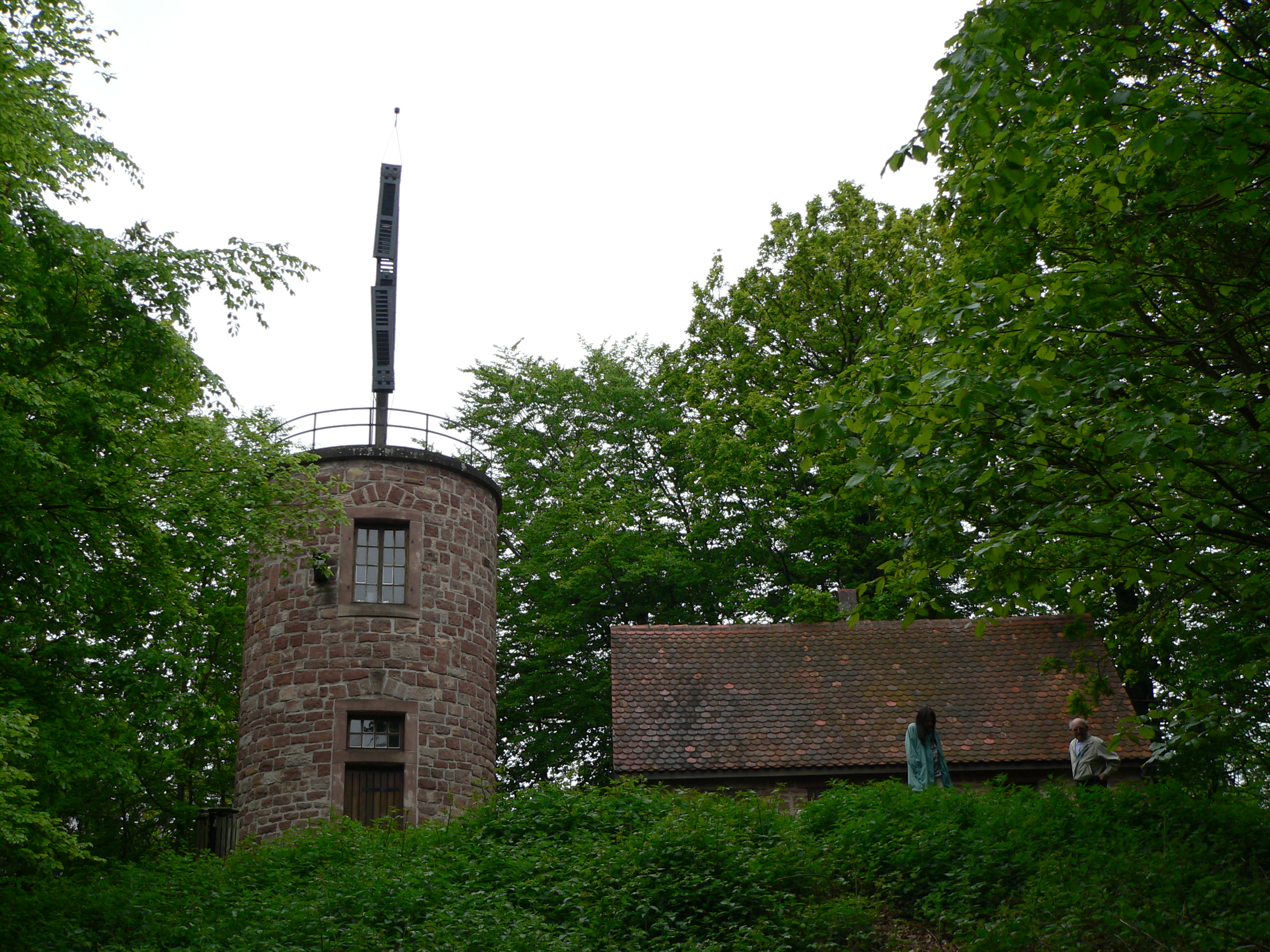
Semafortorn av Chappes typ i Saverne i Frankrike

En  optisk telegraf är en föregångare till dagens telekommunikationssystem som uppfanns 1792 av fransmannen Claude Chappe. Den av svensken Abraham Niclas Edelcrantz utvecklade varianten av optiska telegrafen bestod av en mast med tio järnplåtar, som kunde ställas i olika lägen. Luckorna kunde växelvis öppnas och stängas och därigenom kunde man skapa upp till 1024 olika kombinationer. Kommunikationslinjer skapades genom att man "skapade kedjor av torn med optiska telegrafer med inbördes visuell synbarhet.

## Semaforering
Semaforering är ett sätt att sända textmeddelanden med hjälp av semaforer på liknande sätt som telegrafi. Man tilldelar bokstäver, siffror och andra betydelser för de olika lägena på semaforens vingar, detta kallas optisk telegraf. 

### Flaggsemaforering
Flaggsemaforering innebär manuell semaforering med flaggor, på liknande sätt som den optiska telegrafen. Detta är ett av flera semaforalfabet:

Vilande / Blanksteg
Siffror
Fel
Avbryt
A / 1
B / 2
C / 3 Bekräfta
D / 4
E / 5
F / 6
G / 7
H / 8
I / 9
J Bokstäver
K / 0
L
M
N Negativt
O
P
Q
R
S
T
U
V
W
X
Y
Z